# 岩崎原新田
岩崎原新田（いわざきはらしんでん）は、愛知県小牧市の大字。

## 地理
小牧市北西部に位置する。現在区域は2か所に分かれている。

## 世帯数と人口
2024年（令和6年）2月1日現在の世帯数と人口は以下の通りである。
| 大字       | 世帯数 | 人口 |
| ---------- | ------ | ---- |
| 岩崎原新田 | 12世帯 | 14人 |

## 学区
市立小・中学校に通う場合、学区は以下の通りとなる。
| 小字・番地 | 小学校             | 中学校             |
| ---------- | ------------------ | ------------------ |
| 全域       | 小牧市立一色小学校 | 小牧市立岩崎中学校 |

## 歴史
春日井郡（東春日井郡）岩崎原新田村を前身とする。岩崎入鹿原新田とも称した。江戸期に岩崎村より分かれて成立した。

### 沿革
- 1889年（明治22年）10月1日 - 町村制施行・合併に伴い、東春日井郡岩崎村大字岩崎原新田となる[4]。
- 1906年（明治39年）7月16日 - 合併に伴い、味岡村大字岩崎原新田となる[4]。
- 1955年（昭和30年）1月1日 - 合併・市制施行に伴い、小牧市大字岩崎原新田となる[4]。
- 1989年（平成元年）3月25日 - 一部が岩崎一丁目および五丁目・岩崎原一丁目から三丁目となる[5]。

## 施設
- 日本特殊陶業小牧工場（一部）
- 県営岩崎住宅（一部）

## 交通
- 愛知県道179号宮後小牧線

## その他

### 日本郵便
当地独自の郵便番号は設定されておらず、485-0000となる（集配局：小牧郵便局）。